# Уорд
Окръг Уорд (на английски: Ward County) е окръг в щата Северна Дакота, Съединени американски щати. Площта му е 5325 km², а населението - 68 946 души (2017). Административен център е град Майнът.